# شهرداری لیمباژی
شهرداری لیمباژی (به لاتین: Limbaži Municipality) یک شهرداری در لتونی است. شهرداری لیمباژی ۱۹٬۷۲۸ نفر جمعیت دارد.